# Mika
Mika, pseudonimo di Michael Holbrook Penniman Jr. (Beirut, 18 agosto 1983), è un cantautore e showman libanese naturalizzato britannico.
Ha incominciato la sua ascesa al successo nel 2007 grazie al singolo Grace Kelly, che ha scalato le classifiche di numerosi paesi. Contemporaneamente ha ottenuto un ottimo successo anche il suo disco di esordio, Life in Cartoon Motion, che gli è valso quattro World Music Awards nel 2007 e dal quale sono stati estratti altri singoli di successo, come Love Today e Relax, Take It Easy. Il suo secondo album, The Boy Who Knew Too Much, è stato pubblicato nel 2009 e contiene altre canzoni di successo, come We Are Golden e Kick Ass (We Are Young) ed è stato certificato disco di platino.
The Origin of Love è il terzo album, pubblicato il 25 settembre 2012, contenente canzoni di successo come Celebrate, Underwater e Stardust. Il 12 novembre 2013, per il solo mercato italiano, è uscita la raccolta Songbook Vol. 1, contenente diciassette brani estratti dai suoi tre precedenti lavori, un inedito (Live Your Life) e due nuove versioni di altrettanti brani già editi e rivisitati per l'occasione (Origin of Love e Happy Ending).
Il quarto album in studio, No Place in Heaven è uscito digitalmente il 15 giugno 2015 e fisicamente il giorno seguente. L'album è stato anticipato dai singoli Boum Boum Boum (giugno 2014), Talk About You, Last Party (aprile 2015) e Good Guys (inizialmente presentato alla finale del talent show X Factor Italia e nella versione francese di The Voice e poi uscito ufficialmente il 2 maggio 2015).
Il suo pop «caleidoscopico» e venato di dance affonda le radici nell'indie rock e nel glam rock. Alcuni hanno accostato l'artista a Elton John, Queen, Rufus Wainwright e Scissor Sisters.

## Biografia

### Primi anni
Terzo di cinque fratelli, Mika nasce il 18 agosto del 1983 a Beirut, Libano da madre libanese maronita e padre statunitense. La sua famiglia si trasferisce a Parigi nel 1984 a causa della guerra civile libanese. In seguito alla partenza del padre per motivi commerciali e al suo trattenimento nell'ambasciata americana in Kuwait per sette mesi, all'età di nove anni si trasferisce a Londra, dove frequenta il Lycée Français Charles de Gaulle, la Westminster School e, per tre anni, il Royal College of Music. In questi anni ha avuto problemi a scuola a causa di una forma di dislessia che tuttora gli impedisce di leggere gli spartiti musicali e l'orario dell'orologio.
Ha incominciato a comporre canzoni sin da piccolo, spaziando tra vari generi (dall'opera alla musica leggera), ma è riuscito a farsi conoscere attraverso una pagina personale su MySpace, venendo notato da un discografico che, nel 2006, gli propone un contratto per pubblicare Grace Kelly, il primo singolo nell'autunno dello stesso anno.
Nel corso della vita ha vissuto in diversi luoghi; se infatti le sue origini sono libanesi, ha passato la prima infanzia in Francia, trasferendosi poi in Gran Bretagna. Ha vissuto anche negli Stati Uniti. Mika parla fluentemente inglese, francese e italiano, in seguito alla sua permanenza in Italia. Ha studiato cinese per nove anni; parla anche spagnolo, arabo e il dialetto libanese.

### 2007-2008:Life in Cartoon Motion

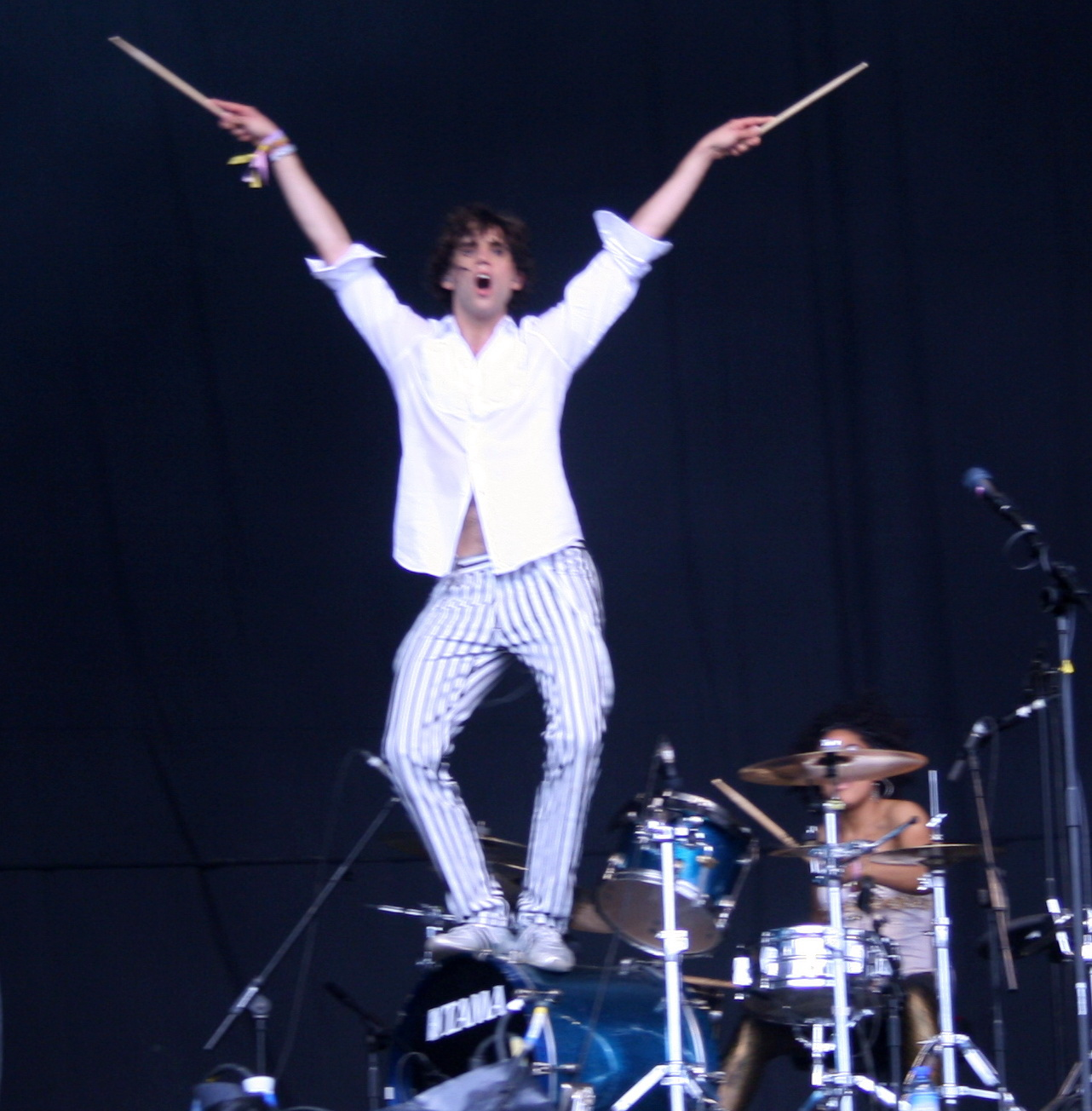
Mika durante un concerto a Glastonbury, 2007

L'esordio internazionale dell'artista è avvenuto ufficialmente il 29 gennaio 2007, quando è stato pubblicato il suo primo album, Life in Cartoon Motion, che poi venderà 7 milioni di copie in tutto il mondo. Nel Regno Unito è stato pubblicato il 5 febbraio 2007, mentre nel resto del mondo è stato reso disponibile a partire dal 27 marzo dello stesso anno. Il disco ha riscosso un notevole successo, raggiungendo la posizione numero 29 nella Billboard 200 e il vertice della classifica britannica degli album, rimanendovi per due settimane.

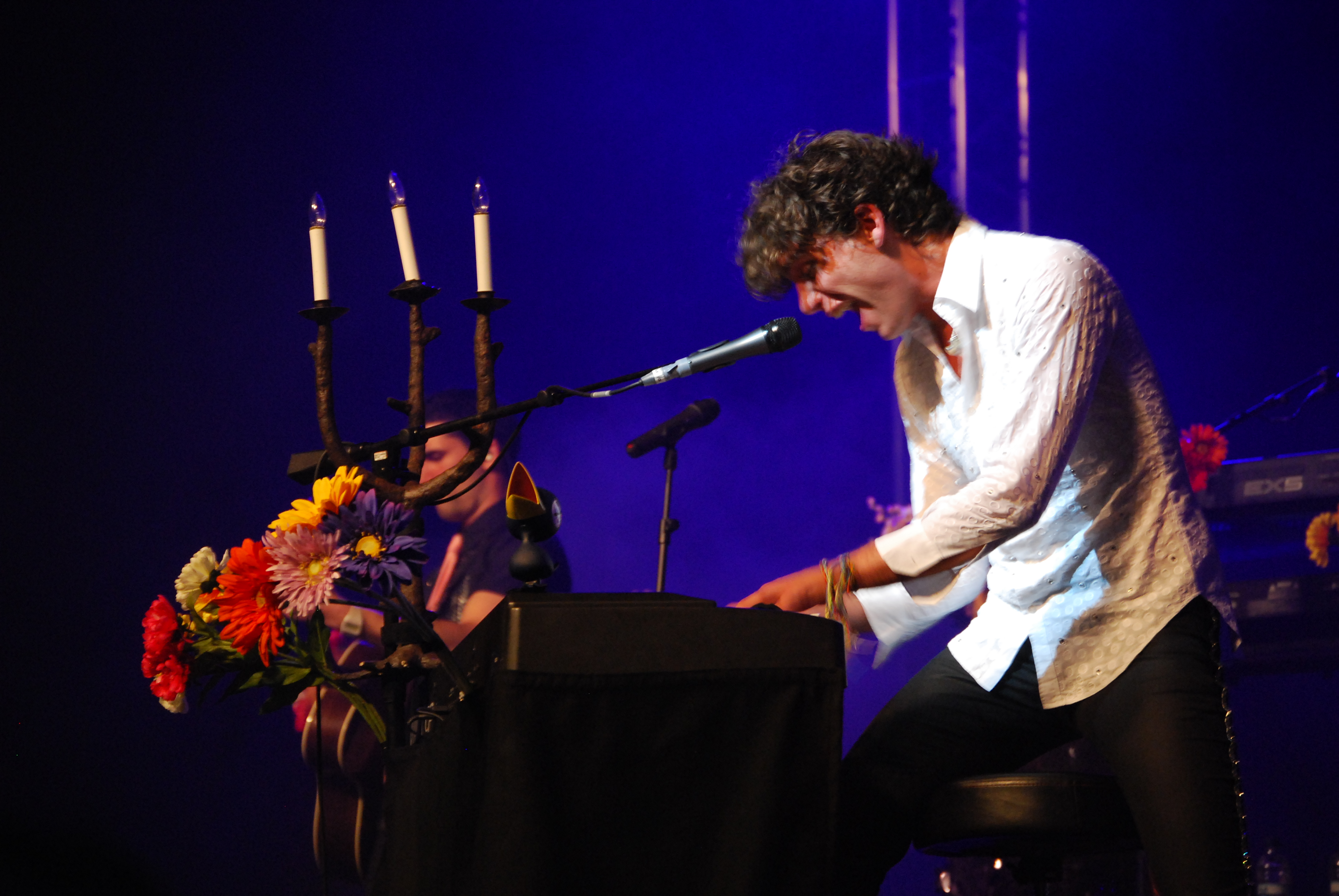
Mika alla tastiera durante un concerto nel 2008

Il primo singolo estratto dall'album, Grace Kelly, è stato pubblicato a livello mondiale il 5 gennaio 2007, in formato digitale e il 29 gennaio 2007, come singolo materiale in vendita nei negozi. Il singolo ha riscosso un notevole successo, piazzandosi ai primi posti delle classifiche di tutto il mondo. Negli Stati Uniti il singolo ha ottenuto un successo notevolmente inferiore, arrivando alla posizione numero 57 della classifica. In Italia, il cantante ha ottenuto notevoli riscontri immediatamente dopo la sua partecipazione in qualità di ospite internazionale al Festival di Sanremo 2007. Solo dopo il successo del brano, il cantante ha rivelato di essersi ispirato alla frustrazione da lui provata quando le etichette discografiche gli chiedevano di omologarsi alle sonorità pop contemporanee su modello di Robbie Williams o Craig David.
Il secondo singolo estratto è stato Relax, Take It Easy, pubblicato il 1º giugno 2007 in Italia come nel resto d'Europa. Ha bissato il successo del precedente estratto, riconquistando ottime posizioni nelle classifiche dei paesi europei. Negli Stati Uniti, tuttavia, la canzone non è nemmeno entrata in classifica, mentre nel Regno Unito ha ottenuto un tiepido successo arrivando alla diciottesima posizione.
Terzo singolo estratto dall'album è stato Love Today, pubblicato il 27 agosto 2007, ottenendo un rinnovato successo commerciale. A seguire, il 14 dicembre dello stesso anno, è uscito Happy Ending, ballata che si discosta nettamente dai primi successi del cantante, perché priva di ritmi incalzanti e orientati verso la musica dance pop. Nonostante ciò, i risultati di vendita continuarono a essere più che soddisfacenti. Come quinto singolo è stato pubblicato Big Girl (You Are Beautiful), ennesimo successo commerciale, seguito da Lollipop, rivelatosi un successo minore.
Per gran parte del 2007 il cantante ha intrapreso un tour mondiale. Nell'estate 2008 ha proseguito il tour con Life in Cartoon Motion e il 4 luglio è stato a Parigi, al Parc des Princes, per il suo primo concerto in uno stadio. Per l'occasione è stato creato uno spettacolo con clown, acrobati, ballerini e bande di musicisti, attirando oltre 55.000 fan. Da questo show è stato tratto il suo secondo DVD, Live Parc des Princes Paris, pubblicato il 7 novembre 2008.

### 2009-2010:The Boy Who Knew Too Much

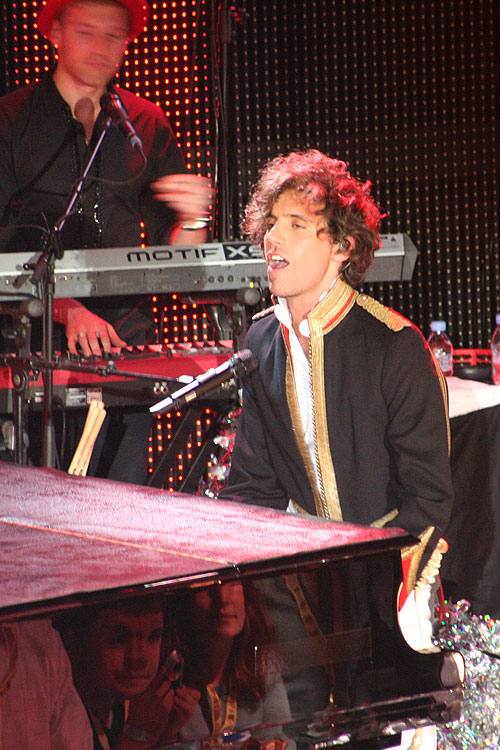
Mika al pianoforte in un concerto in Belgio nel 2009

Prima dell'uscita del secondo album, Mika ha prodotto un EP in edizione limitata, intitolato Songs for Sorrow, uscito l'8 giugno 2009. L'EP include quattro tracce, un libretto contenente testi delle canzoni ed esclusive interpretazioni illustrate di alcune delle sue canzoni preferite. Il secondo album di Mika, The Boy Who Knew Too Much, è stato pubblicato il 21 settembre 2009. Mika ha registrato la maggior parte dell'album a Los Angeles, con il produttore e musicista Greg Wells, che produsse il suo album di esordio Life in Cartoon Motion. Il primo singolo estratto dall'album è stato We Are Golden, che ha ottenuto grande successo in tutto il mondo, pur non raggiungendo le ottime posizioni di Grace Kelly, singolo di lancio del precedente disco.
In seguito è stato pubblicato come singolo il brano Rain, la cui rotazione radiofonica è incominciata il 30 ottobre 2009, venendo accolto bene da parte del pubblico, anche se con minor intensità rispetto ai precedenti singoli. Terzo estratto è Blame It on the Girls, trasmesso dalle radio a partire dal 5 marzo 2010, che non ha invece ottenuto riscontri rilevanti sul lato commerciale.
I riscontri commerciali del disco sono stati particolarmente buoni, ma anche in questo caso il successo è risultato inferiore rispetto alle straordinarie vendite del precedente lavoro.
Nel luglio 2010, Mika ha pubblicato, insieme con RedOne, il singolo Kick Ass (We Are Young), tratto dalla colonna sonora del film Kick-Ass. Il singolo ha ottenuto un discreto successo di vendite e ha portato alla pubblicazione di una nuova edizione di The Boy Who Knew Too Much, contenente questo nuovo singolo e altri brani inediti.
Nell'ottobre del 2009, Mika ha dato inizio al suo Imaginarium Tour, toccando le maggiori città del mondo fino al 29 agosto del 2010.

### 2011-2012:The Origin of Love
Dopo un periodo di assenza dalle scene musicali, il 16 agosto 2011 ha pubblicato sul web il video del brano Elle me dit, realizzato con l'amichevole partecipazione dell'attrice francese Fanny Ardant. Pubblicato come singolo, il brano ha ottenuto un buon successo discografico, raggiungendo la vetta delle classifiche in Francia e Vallonia
Nel 2012 ha collaborato con Madonna alla scrittura del brano Gang Bang, contenuto nell'album MDNA. L'8 giugno 2012 è stata pubblicata nella sua pagina Facebook e nel canale YouTube il singolo promozionale Make You Happy.
Il 15 giugno 2012 è stato pubblicato il singolo Celebrate con Pharrell Williams, che ha anticipato la pubblicazione del terzo album, The Origin of Love, il 25 settembre 2012, interamente prodotto a spese di Mika e in cui il cantante collabora, tra gli altri, con Pharrell Williams, Ariana Grande, Priscilla Renea e Benny Benassi.
Il 29 novembre 2012, comparendo come ospite nel talent show italiano X Factor, ha cantato dal vivo il brano Underwater, tratto dall'album The Origin of Love ed è intervenuto anche come quinto giudice. Il 7 dicembre, in occasione della seconda serata della doppia finale, ha duettato con Chiara, che sarà poi la vincitrice di X Factor 2012. Hanno eseguito il brano Stardust, altra canzone tratta dal suo nuovo album, alla quale hanno però apportato alcune modifiche: infatti, alcune strofe sono in italiano, con il quale il cantante ha già dimestichezza.

### 2013-2014:X Factor ItaliaeSongbook Vol. 1
Nell'aprile 2013 è stata annunciata la partecipazione di Mika come giudice alla settima edizione di X Factor, divenendo così il primo giudice internazionale di un talent show italiano. Nel frattempo, l'artista ha anche siglato un contratto con Shine Francia per un ruolo di giudice nella terza edizione della versione francese di The Voice, andata in onda nel 2014, dove Mika ha preso il posto di Louis Bertignac, che lo ha visto portare alla vittoria il cantautore francese Kendji Girac, appartenente al suo team.

In ottobre del 2013, per partecipare alle lavorazioni di X Factor, Mika risiede costantemente in Italia. Sulla scia della grande popolarità seguita alla sua partecipazione allo show televisivo, il cantante ha deciso di pubblicare una raccolta di successi, realizzata appositamente per il mercato italiano. Il 12 novembre 2013 è quindi uscito Songbook Vol. 1, la prima raccolta ufficiale dell'artista, che contiene al suo interno 20 brani estratti dai suoi tre precedenti lavori (tre bonus track per le edizioni di iTunes Store, Amazon e Best Buy) oltre a un inedito (Live Your Life) e due nuove versioni di altrettanti brani già editi e rivisitati per l'occasione (Origin Of Love e Happy Ending): Riguardo alla scelta del titolo, lo stesso artista ha spiegato:
Il 17 gennaio 2014, partecipa a Le invasioni barbariche su LA7, insieme con Dario Fo, esibendosi in un duetto sulle note della celeberrima Ho visto un re, scritta dallo stesso Fo e già interpretata da Enzo Jannacci. La stessa sera, la conduttrice Daria Bignardi gli consegna il disco di platino vinto grazie a Songbook, Vol. 1.
Il 10 aprile dello stesso anno, viene confermata la sua partecipazione come giudice all'ottava edizione di X Factor; Successivamente Mika stesso, durante un'intervista dello stesso giorno al programma E Poi C'è Cattelan di Alessandro Cattelan, comunica la sua ri-conferma come giudice. Nella stessa intervista, conferma che sta lavorando in una casa da lui affittata a Los Angeles al suo nuovo album, esprimendo la volontà di riuscire a pubblicarlo entro la fine del 2014.
Il 25 maggio 2014, al lingotto fiere di Torino, è stato annunciato che insieme con lui avrebbero preso parte Morgan, Victoria Cabello e il rapper Fedez come giudici dell'ottava edizione di X Factor.

### 2014-2016:No Place in Heaven

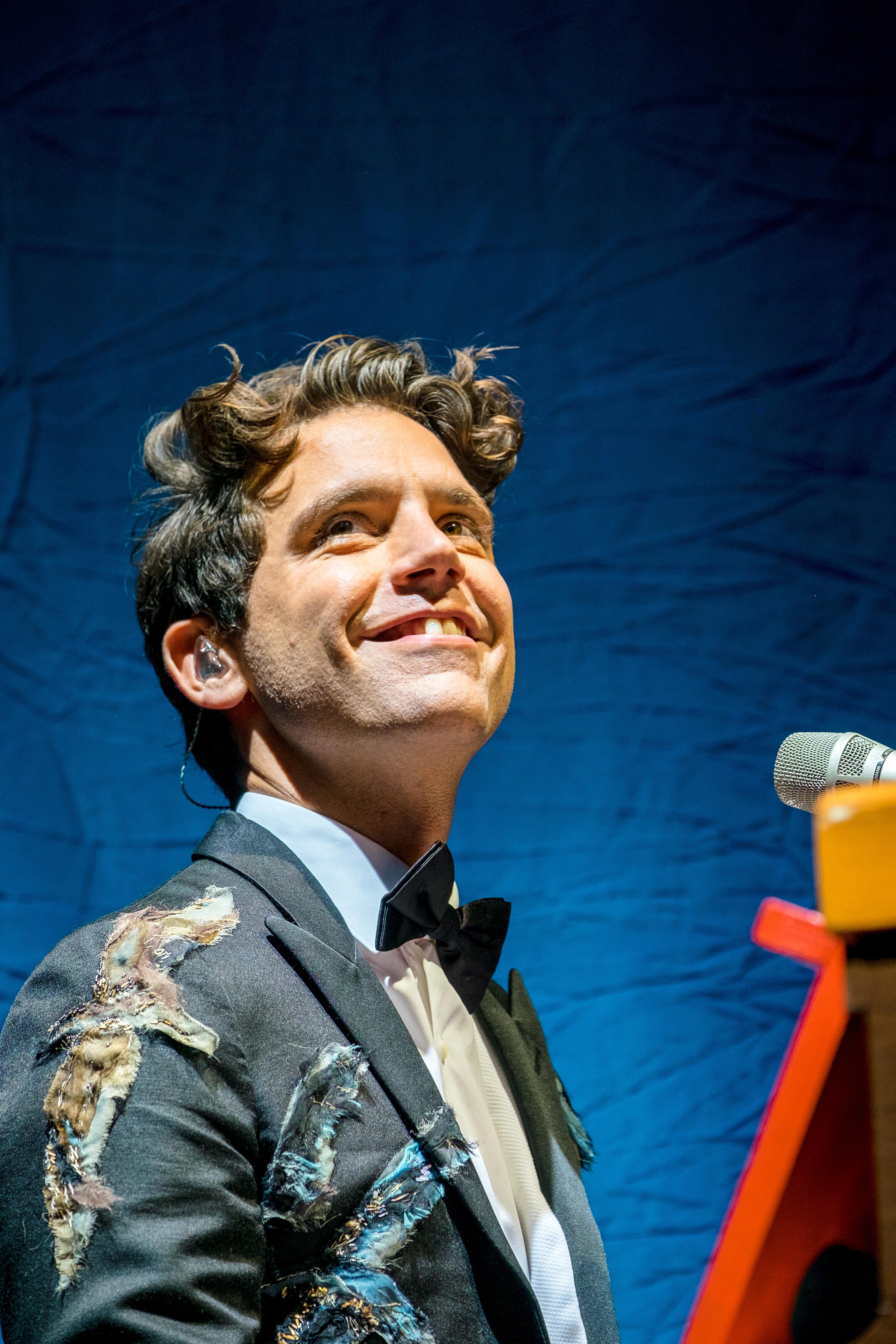
Mika in concerto a Riga nel 2016

L'11 giugno 2014 è uscito il suo nuovo singolo Boum Boum Boum, il cui video (uscito il 7 luglio) è stato registrato interamente in Spagna, sul set del famoso film western Il buono, il brutto e il cattivo. Qualche mese più tardi è uscito il singolo Staring at the Sun. L'11 dicembre 2014, esegue un medley durante la puntata finale di X Factor, presentando un'anteprima di Good Guys (il cui ricavato andrà a Unicef), terzo singolo presente nel futuro album. Entrambi i brani sono stati presentati interamente insieme con altri inediti a febbraio 2015, in tre speciali concerti che hanno visto l'artista accompagnato dall'Orchestre symphonique de Montréal.
Anche nel 2015 Mika viene riconfermato come giudice per la quarta edizione della versione francese di The Voice, affiancando Florent Pagny, Jenifer e Zazie. Dopo la vittoria della scorsa edizione, riesce a posizionare il proprio talento, David Thibault, sul terzo gradino del podio.
Tramite il proprio profilo Twitter, Mika annuncia l'uscita mondiale del singolo Talk About You, prevista per il 25 marzo 2015, con il video ufficiale che diventa disponibile su YouTube due giorni dopo. Un annuncio ufficiale comunica che, il 15 giugno, sarebbe stato pubblicato il quarto album in studio intitolato No Place in Heaven, anticipato in Italia dal singolo Good Guys in uscita a inizio maggio. Il 3 maggio 2015 incomincia ufficialmente da Brooklyn il tour mondiale che lo porterà a esibirsi nelle maggiori città mondiali (tra cui 6 concerti in Italia, tra giugno e settembre). Il 4 maggio 2015, conferma lui stesso tramite l'account Twitter (e in seguito Facebook) la sua partecipazione alla nona edizione di X Factor, affiancato nel ruolo di giudice da Fedez, Elio e Skin. Il 25 maggio 2015 viene pubblicato su YouTube il video ufficiale del singolo Good Guys.
Il 7 giugno, è ospite da Fabio Fazio a Che tempo che fa, dove presenta il suo ultimo album. Il 9 giugno 2015 viene pubblicato l'audio della canzone Staring at the Sun, anch'essa presente nel nuovo album e già sentita in uno spot televisivo italiano, che ha visto protagonista lo stesso cantante insieme con l'attore Raoul Bova. Il 15 giugno 2015 è stato reso disponibile su iTunes l'album No Place in Heaven e, nella prima settimana, entra nella top 15 di diciassette paesi.
Il 31 luglio 2015, sul suo canale di YouTube è stato pubblicato il video ufficiale della canzone Staring at the Sun, i cui registi sono lo stesso Mika e Andreas Dermanis, talentuoso regista di origini greche, nonché fidanzato dell'artista, mentre il 5 agosto dello stesso anno è stato pubblicato l'audio della canzone All She Wants, prima traccia del nuovo album.
Nel mese di ottobre, il cantante viene confermato per la terza volta nel cast di The Voice: la plus belle voix 2016, accanto a Zazie, Florent Pagny e Garou. Il 9 ottobre 2015 è stata pubblicata la riedizione dell'album di Fedez Pop-Hoolista, nella quale è presente il brano Beautiful Disaster in duetto con Mika, brano successivamente inserito anche nella riedizione di No Place in Heaven (già certificato precedentemente disco d'oro) uscita nel novembre 2015. Beautiful Disaster è stato certificato doppio disco di platino dalla FIMI a maggio del 2016.
Nell'estate 2016, Mika ha tenuto il suo tour italiano comprensivo di 11 date. Dal 15 novembre 2016, Mika conduce Stasera casa Mika, un one man show di quattro puntate in onda su Rai 2 per il quale riceve il Premio Flaiano per il miglior programma televisivo. Il 30 e 31 dicembre 2016, Mika ha tenuto due concerti sinfonici al Teatro dell'Opera di Firenze in collaborazione con il Maggio Musicale Fiorentino. Si è esibito con l'orchestra e il coro del Maggio Musicale, sotto la direzione del canadese Simon Leclerc, che aveva precedentemente diretto i concerti sinfonici di Montreal e Como.

### 2017-presente:My Name Is Michael HolbrookeQue ta tête fleurisse toujour
L'11 gennaio 2017, durante la conferenza stampa di presentazione del Festival di Sanremo 2017, è stato annunciato che Mika sarebbe stato uno degli ospiti presenti durante la terza serata della kermesse, dove ha cantato i suoi singoli di maggior successo, Grace Kelly, Good Guys, Boum Boum Boum e Jesus to a Child, una cover omaggio a George Michael. Inoltre ha anche annunciato che presenterà Stasera casa Mika 2. Il 7 giugno Mika ha partecipato al programma Facciamo che io ero in onda su Rai 2, durante la quale ha interpretato Money Money insieme a Virginia Raffaele. Il 15 luglio ha preso parte per il secondo anno consecutivo al Giffoni Film Festival. Il 23 settembre Mika è stato ospite al programma 1, 2, 3 Fiorella, durante il quale ha cantato con Fiorella Mannoia il brano di Sergio Endrigo Io che amo solo te e il brano di Cochi e Renato La canzone intelligente.
Il 20 ottobre 2017 è stato pubblicato il singolo It's My House, utilizzato come sigla della seconda stagione del suo programma televisivo Stasera casa Mika. Nello stesso programma ha dichiarato di essere sopravvissuto agli attentati di Londra del 7 luglio 2005, che gli ispirarono la scrittura di Relax, Take It Easy.
A maggio 2019 Mika ha annunciato il suo ritorno sul mercato discografico con il singolo Ice Cream, presentato in anteprima a Nîmes e pubblicato il 31 maggio, che anticipa il quinto album in studio My Name Is Michael Holbrook, pubblicato il 4 ottobre 2019. In seguito alla pubblicazione dell'album Mika ha intrapreso un tour mondiale, esibendosi anche durante le celebrazioni per i 130 anni dalla costruzione della Torre Eiffel.
Il 28 agosto 2020 Mika ha pubblicato due singoli collaborativi: Le coeur Holiday con il rapper francese Soprano e Bella d'estate con il cantante italiano Michele Bravi, quest'ultimo una reinterpretazione dell'omonimo brano di Mango. L'11 settembre 2020 pubblica un'ulteriore collaborazione intitolata Me, Myself, in collaborazione con la cantante messicana Danna Paola.
Dal 10 al 14 maggio 2022, insieme a Alessandro Cattelan e Laura Pausini, ha condotto l'Eurovision Song Contest 2022 svoltosi a Torino, nella cui serata conclusiva si è esibito in un medley dei suoi principali brani oltre al nuovo singolo Yo Yo. Il 17 giugno dello stesso anno è uscito il singolo Bolero, in collaborazione con la cantante italiana Baby K. A inizio settembre ha annullato in Italia il Magic Piano Tour.
Il 1º settembre 2023 esce il singolo C'est la vie, che anticipa il suo sesto album Que ta tête fleurisse toujours, in uscita il 1º dicembre successivo e interamente in francese.
Il 7 maggio 2025 su Rai 1 conduce i David di Donatello con Elena Sofia Ricci.

## Vita privata
Dopo l'iniziale ambiguità riguardo alla sua sessualità, il 4 agosto 2012, dalle pagine del settimanale Instinct, fa ufficialmente coming out dichiarando pubblicamente la sua omosessualità, affermando:
L'8 agosto 2015 alcuni manifesti che pubblicizzavano il futuro concerto di Mika al Nelson Mandela Forum di Firenze sono stati imbrattati e deturpati con scritte offensive e omofobe a lui rivolte. Una volta venuto a conoscenza del fatto, Mika ha denunciato l'accaduto attraverso i social network, lanciando l'hashtag #RompiamoIlSilenzio che ha attirato l'attenzione di colleghi, radio, quotidiani e telegiornali, dando via a una protesta non violenta contro l'omofobia. Nonostante la vicenda dei manifesti, Mika intensifica la propria presenza nella città toscana: nel dicembre 2016 tiene due concerti presso il Teatro dell'Opera esibendosi insieme all'orchestra del Maggio Musicale eseguendo i brani dell'album Sinfonia Pop. Nel luglio 2017 Mika è a Firenze per girare una puntata del programma Stasera casa Mika. Il rapporto instaurato con la città di Firenze trova il suo culmine il 10 gennaio 2018 quando il sindaco Dario Nardella consegna le chiavi della città a Mika con cerimonia solenne presso Palazzo Vecchio.

## Immagine, stile e influenze
Immediatamente dopo essersi fatto conoscere dal grande pubblico con Grace Kelly, l'artista è stato molto spesso accostato, grazie al suo stile, ad artisti come Beck, Freddie Mercury, George Michael, gli Scissor Sisters, sia per l'estensione vocale sia per la teatralità delle sue composizioni. Il suo cantato è contraddistinto da una possibilità di utilizzo di un'ampia estensione vocale, che gli permette di padroneggiare con facilità la tecnica del falsetto.
Le sonorità del cantante si discostavano radicalmente dallo stile sfruttato dalle popstar maschili nel momento in cui ha raggiunto la notorietà, tanto che in precedenza le case discografiche gli avevano chiesto di accostarsi maggiormente allo stile pop contemporaneo e a personaggi come Craig David e Robbie Williams, ricevendo tuttavia un secco rifiuto da parte dell'artista.
Nei video musicali e negli spettacoli dal vivo spiccano sempre elementi e abiti da parecchi ricondotti allo stile glam, in precedenza sfruttato da David Bowie. I suoi completi sono creati da Maria Grazia Chiuri e Pierpaolo Piccioli, stilisti di Valentino.

## Discografia

### Album in studio
- 2007 – Life in Cartoon Motion
- 2009 – The Boy Who Knew Too Much
- 2012 – The Origin of Love
- 2015 – No Place in Heaven
- 2019 – My Name Is Michael Holbrook
- 2023 – Que ta tête fleurisse toujours

### Album dal vivo
- 2015 – Mika et l'Orchestre symphonique de Montréal
- 2016 – Sinfonia Pop
- 2020 – Live at Brooklyn Steel
- 2021 – A L'Opera Royal de Versailles

### Raccolte
- 2013 – Songbook Vol. 1

## Videografia

### Album video
- 2007 – Live in Cartoon Motion
- 2008 – Live Parc des Princes Paris
- 2016 – Sinfonia Pop
- 2016 – Mika Love Paris

## Filmografia

### Cinema
- Cadences obstinées (2013)
- Le Prophète (2014) – voce
- Zoolander 2, regia di Ben Stiller (2016)

## Programmi televisivi
- X Factor Italia (Sky Uno, 2013-2015, 2020-2021)
- The Voice: la plus belle voix (TF1, 2014-2019, 2023-2024)
- Stasera casa Mika (Rai 2, 2016-2017)
- Mika Love Paris (Rai 2, 2016)
- Eurovision Song Contest (Rai 1, 2022)
- David di Donatello (Rai 1, 2025)

## Membri della band

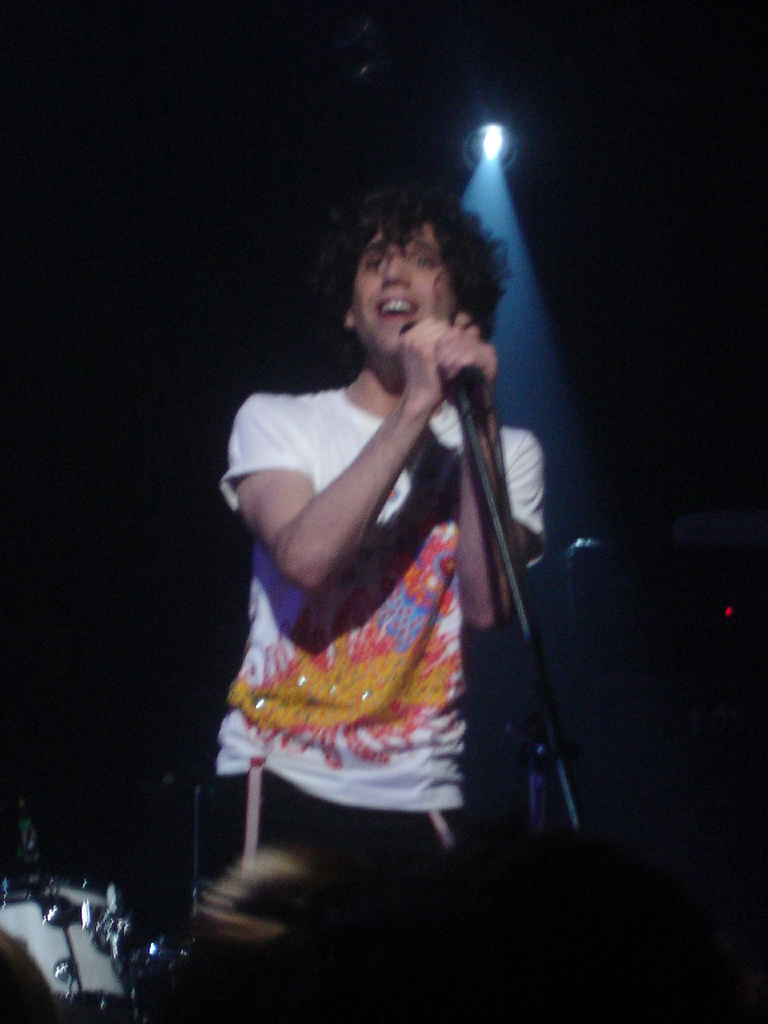
Mika durante un concerto nel marzo 2007

- Mika - Voce, pianoforte

### Membri attuali
- Tim Van Der Kuil - Chitarra
- Max Taylor - Basso, tastiera, sottofondi vocali
- Claude Alban - Tastiera, sintetizzatore, Pianoforte
- Wouter Van Tornhout - Batteria

### Ex membri
- Lewis Wright - Batteria
- Clement De Witt - Chitarra
- Martin Waugh - Chitarra
- Mike Choi - Basso
- Jimmy Sims - Basso
- Luke Juby - Tastiera, sintetizzatore, pianoforte
- Vincent Bidal - Tastiera, Sintetizzatore, pianoforte
- David Whitmey - Tastiera, sintetizzatore, pianoforte
- Saranayde - Cori, sottofondi vocali
- Sam Smith - Cori, sottofondi vocali
- IMMA (Erika Footman) - Cori, sottofondi vocali
- Ida Falk Winland - Cori, sottofondi vocali
- Cherisse Ofosu Osei - Percussioni
- Tristan Cassel-Delavois - Chitarra
- Curtis Stansfield - Tastiera, sintetizzatore, pianoforte, clarinetto, sax, sottofondi vocali
- Ed Carlile - Batteria
- Joy Joseph - Cori, sottofondi vocali e percussioni

## Premi
| Anno | Premio                    | Categoria                                  | Risultato |
| ---- | ------------------------- | ------------------------------------------ | --------- |
| 2007 | BBC Sound of 2007         | BBC talent                                 | Vinto     |
| 2007 | World Music Awards        | Best-Selling New Artist                    | Vinto     |
| 2007 | World Music Awards        | Best-Selling Male Entertainer              | Vinto     |
| 2007 | World Music Awards        | Best-Selling Male Pop/Rock Artist          | Vinto     |
| 2007 | World Music Awards        | Best-Selling British Artist                | Vinto     |
| 2007 | MTV Europe Music Awards   | Most Addictive Track (Grace Kelly)         | Candidato |
| 2007 | MTV Europe Music Awards   | Miglior Artista Solista                    | Candidato |
| 2007 | Vodafone Live Award       | Miglior Artista Maschile                   | Vinto     |
| 2007 | Q Awards                  | Best Breakthrought Artist                  | Candidato |
| 2007 | Digital Music Award       | Miglior Artista Pop                        | Candidato |
| 2007 | Virgin Media Awards       | Rivelazione Internazionale dell'Anno       | Vinto     |
| 2007 | UK Festival Awards        | Miglior Festival: Artista pop dell'anno    | Candidato |
| 2008 | Grammy Awards             | Best Dance Recording (Love Today)          | Candidato |
| 2008 | Brit Awards               | British Breakthrough Act                   | Vinto     |
| 2008 | Brit Awards               | British Male Solo Artist                   | Candidato |
| 2008 | Brit Awards               | British Album                              | Candidato |
| 2008 | Brit Awards               | British Single -Grace Kelly-               | Candidato |
| 2008 | Capitol Awards            | UK Male Artist                             | Vinto     |
| 2008 | Capitol Awards            | UK Album                                   | Vinto     |
| 2008 | Capitol Awards            | UK Single -Grace Kelly-                    | Candidato |
| 2008 | Capitol Awards            | UK Breakthrough Act                        | Candidato |
| 2008 | Ivor Novello Awards       | Best Selling British Song - Grace Kelly -  | Candidato |
| 2008 | Ivor Novello Awards       | Compositore dell'Anno                      | Vinto     |
| 2008 | NRJ Music Award           | Rivelazione Internazionale dell'Anno       | Vinto     |
| 2009 | MTV Europe Music Awards   | Best Male                                  | Candidato |
| 2010 | 2010 BRIT Awards          | British Male Solo Artist                   | Candidato |
| 2010 | 2010 MTV Summer Song      | Canzone dell'estate                        | Candidato |
| 2012 | NRJ Music Award           | International Male Artist of the Year      | Vinto     |
| 2012 | Victoires de la Musique   | Chanson originale de l'année (Elle me dit) | Candidato |
| 2014 | Radio Disney Music Awards | Musical Mashup (Popular Song)              | Candidato |
| 2015 | NRJ Music Award           | International Male Artist of the Year      | Vinto     |
| 2016 | Giffoni Film Festival     | Best Talent Awards 2016                    | Vinto     |
| 2017 | Coca-Cola Onstage Awards  | Best International Pop Show 2017           | Vinto     |
| 2017 | Rose D'Or Award           | Best Entertainment                         | Vinto     |
| 2018 | Premio Flaiano            | Miglior programma televisivo               | Vinto     |
| 2022 | Telegatto                 | Eurovision Song Contest 2022               | Vinto     |